# Stazione meteorologica di Salò
La stazione meteorologica di Salò è la stazione meteorologica di riferimento relativa alla città di Salò.

## Coordinate geografiche
La stazione meteo si trova nell'Italia nord-occidentale, in Lombardia, in provincia di Brescia, nel comune di Salò, a 75 metri s.l.m. e alle coordinate geografiche 45°37′N 10°32′E.

## Dati climatologici
In base alla media trentennale di riferimento 1961-1990, la temperatura media del mese più freddo, gennaio, si attesta a +3,7 °C; quella del mese più caldo, luglio, è di +23,6 °C.
Le precipitazioni medie annue sono superiori ai 1.100 mm, mediamente distribuite in 95 giorni, e presentano un minimo relativo invernale .
| Salò                               | Mesi | Mesi | Mesi | Mesi | Mesi | Mesi | Mesi | Mesi | Mesi | Mesi | Mesi | Mesi | Stagioni | Stagioni | Stagioni | Stagioni | Anno  |
| Salò                               | Gen  | Feb  | Mar  | Apr  | Mag  | Giu  | Lug  | Ago  | Set  | Ott  | Nov  | Dic  | Inv      | Pri      | Est      | Aut      | Anno  |
| ---------------------------------- | ---- | ---- | ---- | ---- | ---- | ---- | ---- | ---- | ---- | ---- | ---- | ---- | -------- | -------- | -------- | -------- | ----- |
| T. max. media (°C)                 | 6,3  | 8,2  | 12,4 | 16,8 | 21,5 | 26,0 | 28,5 | 27,4 | 23,5 | 17,5 | 11,1 | 7,2  | 7,2      | 16,9     | 27,3     | 17,4     | 17,2  |
| T. min. media (°C)                 | 1,0  | 2,2  | 5,3  | 8,6  | 12,4 | 16,2 | 18,6 | 18,3 | 15,6 | 10,8 | 5,8  | 1,8  | 1,7      | 8,8      | 17,7     | 10,7     | 9,7   |
| Precipitazioni (mm)                | 77   | 67   | 86   | 86   | 106  | 95   | 90   | 115  | 89   | 120  | 106  | 68   | 212      | 278      | 300      | 315      | 1 105 |
| Giorni di pioggia                  | 7    | 6    | 8    | 9    | 11   | 10   | 7    | 8    | 6    | 8    | 9    | 6    | 19       | 28       | 25       | 23       | 95    |
| Eliofania assoluta (ore al giorno) | 3,1  | 3,9  | 4,5  | 5,5  | 6,9  | 8,0  | 9,1  | 8,2  | 6,3  | 4,7  | 3,3  | 3,1  | 3,4      | 5,6      | 8,4      | 4,8      | 5,6   |